# (74212) 1998 RS66
(74212) 1998 RS66 – planetoida z pasa głównego asteroid okrążająca Słońce w ciągu 4,52 lat w średniej odległości 2,73 j.a. Odkryta 14 września 1998 roku.